# 푸른초등학교
푸른초등학교는 대한민국 경기도 화성시에 있는 공립 초등학교이다.

## 학교 연혁
- 2008.03. 초등학교 12학급(유치원 2학급) 개교
- 2008.03. 제1대 백남정 교장 부임
- 2008.09. 초등학교 32학급 편성
- 2009.03. 초등학교 38학급 편성(특수1,유치원 2학급)
- 2009.03. 저탄소 녹색성장 도교육청 시범학교 지정(2년)
- 2010.03. 초등학교 40학급 편성(특수1,유치원 2학급)
- 2010.03. 제2대 김성중 교장 부임
- 2010.08. 본관 5층 교실 증축(9개 교실)
- 2010.09. 초등학교 45학급 편성(특수1,유치원 2학급)
- 2011.03. 초등학교 47학급 편성(특수1,유치원 2학급)
- 2011.12. 영어체험실(어학실) 구축
- 2012.03. 교육과정 달력 제작 및 배부
- 2012.03. 초등학교 48학급 편성(특수1, 유치원 2학급)
- 2012.09. 제3대 이홍청 교장 부임
- 2013.02. 제5회 졸업 257명(총졸업생 1,072명)
- 2013.03. 초등학교 49학급 편성(특수1,유치원 2학급)
- 2014.03. 초등학교 49학급 편성(특수1,유치원 2학급)
- 2015.09. 제4대 황병덕 교장 부임
- 2018.03. 제5대 정상희 교장 부임
- 2019.03. 초등학교 50학급 편성(특수 1, 유치원 2학급)